# チェーザレ・ナターリ
チェーザレ・ナターリ（Cesare Natali、1979年4月5日）は、イタリア、ベルガモ出身のサッカー選手。ポジションはDF。

## 経歴
アタランタの下部組織出身で、1997年にプロデビューを飾る。当初は控えだったが、2002年頃からレギュラーに定着するよ言うになり、同年には21歳以下のイタリア代表にも選出されている。
2005年7月1日、7年間在籍したアタランタを離れウディネーゼに移籍。ペア・クロルドルップやクリスティアン・サパタ等とともにセンターバックを組んだ。しかし、定位置を確保するには至らず2007年7月4日にトリノFCへ移籍。主軸として活躍していたが、2008-09シーズンに降格。それを受けて、2009年7月4日にフィオレンティーナに移籍。アタランタユース時代に指導を受けたチェーザレ・プランデッリ監督と11年ぶりの再会を果たした。ただし、フィオレンティーナではダリオ・ダイネッリとアレッサンドロ・ガンベリーニのコンビが不動の地位を築いており、ウディネーゼ時代の同僚だったクロルドルップとともにセンターバックの3番手であった。ただし2010年になってダイネッリはジェノアCFCに移籍したため、その後は出場機会が増加した。2011-12シーズンはガンベリーニの負傷もあってレギュラーポジションを獲得。この年、下部組織から昇格してデビューしたマティヤ・ナスタシッチとコンビを組み、自己最多の35試合に出場した。
2012年7月26日、かつて共同保有で所属したボローニャに9シーズンぶりに復帰。

## 代表
U-21イタリア代表として、2002年のUEFA U-21欧州選手権のメンバーに選出され、3試合に出場した。
2004年、ジョバンニ・トラパットーニ監督率いるA代表に初招集されるも、試合出場はなかった。

## 所属クラブ
- アタランタBC 1998-2005

→ レッコ・カルチョ (Loan) 1998-1999
→ カルチョ・モンツァ (Loan) 2001
→ ボローニャFC (Co-ownership) 2003-2004
- ウディネーゼ・カルチョ 2005-2007
- トリノFC 2007-2009
- ACFフィオレンティーナ 2009-2012
- ボローニャFC 2012-2014